# المخازعة (الحيمة الخارجية)

تعديل مصدري - تعديل

المخازعة هي إحدى قرى عزلة دروان بمديرية الحيمة الخارجية التابعة لمحافظة صنعاء، بلغ تعداد سكانها 291 نسمة حسب تعداد اليمن لعام 2004.